# Campeonato de Primera División 2016 (Argentina)
El Campeonato de Primera División 2016 fue la octogésima séptima temporada y el centésimo trigésimo primer torneo de la era profesional de la Primera División del fútbol argentino, organizada por la Asociación del Fútbol Argentino. Se inició el 5 de febrero y finalizó el 29 de mayo. 
Fue un torneo corto, con un formato particular, que se disputó en el primer semestre del año. Constituyó una nueva transición, con el propósito de dar marcha atrás en el proyecto del torneo largo disputado en el transcurso del año, y reacomodar las competiciones del fútbol argentino al calendario europeo, con el fin de coordinar los mercados de pases.
Los nuevos participantes fueron los dos equipos ascendidos de la Primera B Nacional 2015: Atlético Tucumán, que regresó a la categoría tras cinco años y medio; y Patronato, que participó por primera vez de los certámenes regulares, y volvió a Primera luego de 38 años de su última intervención en el torneo Nacional.
Bajo la conducción técnica de Jorge Almirón, se consagró campeón el Club Atlético Lanús por segunda vez en su historia, al ganarle la final del campeonato por un contundente 4-0 al Club Atlético San Lorenzo de Almagro de Pablo Guede, obteniendo la Copa AXION Energy, denominada así por motivos de patrocinio comercial. Como tal, disputó la Supercopa Argentina 2016 con el ganador de la Copa Argentina 2015-16. Por otra parte, el Comité Ejecutivo de la Asociación aprobó la propuesta de que se enfrente con Racing Club, campeón del torneo de transición 2014, que no jugó oportunamente la Supercopa dada la excepcionalidad de ese certamen, por la Copa Independencia.
Además, se produjo el descenso a la Primera B Nacional de la Asociación Atlética Argentinos Juniors, por el sistema de promedios, y se definió también la clasificación a la Copa Libertadores 2017 y, con retroactividad, se asignó un cupo más en la misma copa y se designaron los clasificados a la Copa Sudamericana 2017.

## Ascensos y descensos
| Pos.      | Equipos ascendidos de la B Nacional 2015 |
| --------- | ---------------------------------------- |
| 1.º       | Atlético Tucumán                         |
| Gan. Red. | Patronato                                |

| Prom. | Equipos descendidos en la temporada 2015 |
| ----- | ---------------------------------------- |
| 29.º  | Nueva Chicago                            |
| 30.º  | Crucero del Norte                        |

## Sistema de disputa
Se dividió, por sorteo, a los 30 equipos participantes, en dos zonas de 15. Cada uno jugó un total de 16 partidos, 14 por el sistema de todos contra todos, dentro de cada zona, más dos interzonales, partido y revancha, que disputaron los equipos agrupados por parejas, en su mayoría determinadas por las rivalidades clásicas, ya que cada uno integró una zona distinta. Estos partidos se jugaron, uno en el transcurso del torneo en cada fecha, y otro en la jornada especial de los «clásicos», que se desarrolló en la 12.ª fecha. Los puntos obtenidos por los equipos en estos enfrentamientos fueron sumados en la tabla de posiciones de la zona a la que pertenecían.
Los que terminaron primeros en cada uno de los grupos disputaron una final, en cancha neutral, a un solo partido, para consagrar al campeón. Asimismo, los que ocuparon el segundo puesto en cada zona disputaron un partido adicional, que determinó el orden que ocuparon en las plazas para la Copa Libertadores 2017, además de definir el tercer puesto del torneo.

## Equipos
| Equipo              | Localidad             | Estadio                            | Capacidad |
| ------------------- | --------------------- | ---------------------------------- | --------- |
| Aldosivi            | Mar del Plata         | José María Minella                 | 35 350    |
| Argentinos Juniors  | Buenos Aires          | Diego Armando Maradona             | 24 380    |
| Arsenal             | Sarandí               | Julio Humberto Grondona            | 16 300    |
| Atlético de Rafaela | Rafaela               | Nuevo Monumental                   | 16 000    |
| Atlético Tucumán    | San Miguel de Tucumán | Monumental José Fierro             | 32 700    |
| Banfield            | Banfield              | Florencio Sola                     | 34 900    |
| Belgrano            | Córdoba               | Mario Alberto Kempes               | 57 000    |
| Boca Juniors        | Buenos Aires          | Alberto J. Armando                 | 49 000    |
| Colón               | Santa Fe              | Brigadier General Estanislao López | 40 000    |
| Defensa y Justicia  | Gobernador Costa      | Norberto Tomaghello                | 20 000    |
| Estudiantes         | La Plata              | Ciudad de La Plata                 | 53 000    |
| Gimnasia y Esgrima  | La Plata              | Juan Carmelo Zerillo               | 21 500    |
| Godoy Cruz          | Mendoza               | Malvinas Argentinas                | 40 270    |
| Huracán             | Buenos Aires          | Tomás Adolfo Ducó                  | 48 310    |
| Independiente       | Avellaneda            | Libertadores de América            | 45 560    |
| Lanús               | Lanús                 | Ciudad de Lanús-Néstor Díaz Pérez  | 47 027    |
| Newell's Old Boys   | Rosario               | Marcelo Bielsa                     | 42 000    |
| Olimpo              | Bahía Blanca          | Roberto Natalio Carminatti         | 15 000    |
| Patronato           | Paraná                | Presbítero Bartolomé Grella        | 23 500    |
| Quilmes             | Quilmes               | Centenario Dr. José Luis Meiszner  | 30 200    |
| Racing Club         | Avellaneda            | Presidente Perón                   | 50 000    |
| River Plate         | Buenos Aires          | Antonio Vespucio Liberti           | 61 320    |
| Rosario Central     | Rosario               | Gigante de Arroyito                | 41 465    |
| San Lorenzo         | Buenos Aires          | Pedro Bidegain                     | 43 490    |
| San Martín          | San Juan              | Ingeniero Hilario Sánchez          | 19 000    |
| Sarmiento           | Junín                 | Eva Perón                          | 22 000    |
| Temperley           | Turdera               | Alfredo Beranger                   | 22 000    |
| Tigre               | Victoria              | José Dellagiovanna                 | 28 680    |
| Unión               | Santa Fe              | 15 de Abril                        | 26 000    |
| Vélez Sarsfield     | Buenos Aires          | José Amalfitani                    | 49 540    |

### Distribución geográfica de los equipos
| Región                                   | Cant. | Equipos                                                                                              |
| ---------------------------------------- | ----- | --- |
| Conurbano bonaerense                     | 9     | Arsenal, Banfield, Defensa y Justicia, Independiente, Lanús, Quilmes, Racing Club, Temperley y Tigre |
| Ciudad de Buenos Aires                   | 6     | Argentinos Juniors, Boca Juniors, Huracán, River Plate, San Lorenzo y Vélez Sarsfield                |
| Provincia de Santa Fe                    | 5     | Atlético de Rafaela, Colón, Newell's Old Boys, Rosario Central y Unión                               |
| Interior de la provincia de Buenos Aires | 3     | Aldosivi, Olimpo y Sarmiento                                                                         |
| Ciudad de La Plata                       | 2     | Estudiantes y Gimnasia y Esgrima                                                                     |
| Provincia de Córdoba                     | 1     | Belgrano                                                                                             |
| Provincia de Entre Ríos                  | 1     | Patronato                                                                                            |
| Provincia de Mendoza                     | 1     | Godoy Cruz                                                                                           |
| Provincia de San Juan                    | 1     | San Martín                                                                                           |
| Provincia de Tucumán                     | 1     | Atlético Tucumán                                                                                     |

## Zona 1

### Tabla de posiciones final
| Pos. | Equipo                  | Pts. | PJ | PG | PE | PP | GF | GC | Dif. |
| ---- | ----------------------- | ---- | -- | -- | -- | -- | -- | -- | ---- |
| 1.º  | San Lorenzo             | 34   | 16 | 10 | 4  | 2  | 23 | 16 | 7    |
| 2.º  | Godoy Cruz              | 33   | 16 | 10 | 3  | 3  | 27 | 14 | 13   |
| 3.º  | Independiente           | 27   | 16 | 7  | 6  | 3  | 22 | 12 | 10   |
| 4.º  | Arsenal                 | 27   | 16 | 8  | 3  | 5  | 21 | 15 | 6    |
| 5.º  | Gimnasia y Esgrima (LP) | 25   | 16 | 7  | 4  | 5  | 19 | 19 | 0    |
| 6.º  | Vélez Sarsfield         | 24   | 16 | 7  | 3  | 6  | 20 | 19 | 1    |
| 7.º  | Rosario Central         | 20   | 16 | 5  | 5  | 6  | 19 | 16 | 3    |
| 8.º  | Patronato               | 20   | 16 | 5  | 5  | 6  | 19 | 23 | −4   |
| 9.º  | River Plate             | 18   | 16 | 4  | 6  | 6  | 21 | 22 | −1   |
| 10.º | Sarmiento (J)           | 17   | 16 | 4  | 5  | 7  | 10 | 18 | −8   |
| 11.º | Colón                   | 17   | 16 | 5  | 2  | 9  | 21 | 31 | −10  |
| 12.º | Belgrano                | 16   | 16 | 4  | 4  | 8  | 21 | 24 | −3   |
| 13.º | Banfield                | 15   | 16 | 2  | 9  | 5  | 15 | 20 | −5   |
| 14.º | Quilmes                 | 15   | 16 | 3  | 6  | 7  | 21 | 32 | −11  |
| 15.º | Olimpo                  | 13   | 16 | 3  | 4  | 9  | 11 | 20 | −9   |

|  | Clasificado a la final del torneo y a la fase de grupos de Copa Libertadores 2017.              |
|  | Clasificado al partido por el tercer puesto y a la fase de grupos de la Copa Libertadores 2017. |

|  |

### Evolución de las posiciones
| Equipo / Fecha          | 1    | 2    | 3    | 4    | 5    | 6    | 7    | 8    | 9    | 10   | 11   | 12   | 13   | 14   | 15   | 16   |
| ----------------------- | ---- | ---- | ---- | ---- | ---- | ---- | ---- | ---- | ---- | ---- | ---- | ---- | ---- | ---- | ---- | ---- |
| Arsenal                 | 9.º  | 6.º  | 6.º  | 6.º  | 8.º  | 4.º  | 3.º  | 4.º  | 3.º  | 2.º  | 3.º  | 3.º  | 3.º  | 3.º  | 4.º  | 4.º  |
| Banfield                | 2.º  | 7.º  | 7.º  | 8.º  | 10.º | 11.º | 13.º | 12.º | 12.º | 14.º | 12.º | 14.º | 13.º | 14.º | 12.º | 13.° |
| Belgrano                | 10.º | 7.º  | 12.º | 11.º | 13.º | 10.º | 11.º | 13.º | 14.º | 11.º | 11.º | 12.º | 12.º | 13.º | 14.º | 12.° |
| Colón                   | 3.º  | 1.º  | 1.º  | 3.º  | 6.º  | 7.º  | 5.º  | 8.º  | 7.º  | 8.º  | 8.º  | 9.º  | 8.º  | 8.º  | 10.º | 11.º |
| Gimnasia y Esgrima (LP) | 13.º | 11.º | 5.º  | 4.º  | 5.º  | 5.º  | 7.º  | 5.º  | 4.º  | 6.º  | 6.º  | 7.º  | 4.º  | 5.º  | 6.º  | 5.º  |
| Godoy Cruz              | 10.º | 13.º | 8.º  | 5.º  | 3.º  | 2.º  | 2.º  | 2.º  | 1.º  | 1°   | 1°   | 1°   | 1°   | 1°   | 1°   | 2.º  |
| Independiente           | 4.º  | 4.º  | 9.º  | 9.º  | 11.º | 9.º  | 6.º  | 3.º  | 5.º  | 5.º  | 4.º  | 4.º  | 5.º  | 6.º  | 3.º  | 3.º  |
| Olimpo                  | 14.º | 14.º | 15.º | 15.º | 15.º | 14.º | 12.º | 13.º | 13.º | 13.º | 15.º | 13.º | 14.º | 15.º | 15.º | 15.° |
| Patronato               | 7.º  | 12.º | 13.º | 12.º | 9.º  | 12.º | 9.º  | 11.º | 9.º  | 9.º  | 10.º | 10.º | 9.º  | 9.º  | 8.º  | 8.º  |
| Quilmes                 | 15.º | 15.º | 14.º | 14.º | 14.º | 13.º | 15.º | 9.º  | 10.º | 12.º | 14.º | 11.º | 11.º | 11.º | 11.º | 14.° |
| River Plate             | 1.º  | 5.º  | 10.º | 10.º | 7.º  | 8.º  | 10.º | 10.º | 11.º | 10.º | 9.º  | 8.º  | 10.º | 10.º | 9.º  | 9.º  |
| Rosario Central         | 4.º  | 2.º  | 2.º  | 1.º  | 1°   | 1°   | 1°   | 1.º  | 2.º  | 3.º  | 5.º  | 5.º  | 6.º  | 7.º  | 7.º  | 7.º  |
| San Lorenzo             | 7.º  | 3.º  | 3.º  | 2.º  | 2.º  | 3.º  | 4.º  | 7.º  | 6.º  | 4.º  | 2.º  | 2.º  | 2.º  | 2.º  | 2.º  | 1.º  |
| Sarmiento               | 4.º  | 9.º  | 11.º | 13.º | 12.º | 15.º | 14.º | 15.º | 15.º | 15.º | 13.º | 15.º | 15.º | 12.º | 13.º | 10.º |
| Vélez Sarsfield         | 10.º | 9.º  | 4.º  | 7.º  | 4.°  | 6.º  | 8.º  | 6.º  | 8.º  | 7.º  | 7.º  | 6.º  | 7.º  | 4.º  | 5.º  | 6.º  |

| 1. |

## Zona 2

### Tabla de posiciones final
| Pos. | Equipo              | Pts. | PJ | PG | PE | PP | GF | GC | Dif. |
| ---- | ------------------- | ---- | -- | -- | -- | -- | -- | -- | ---- |
| 1.º  | Lanús               | 38   | 16 | 12 | 2  | 2  | 28 | 10 | 18   |
| 2.º  | Estudiantes (LP)    | 32   | 16 | 9  | 5  | 2  | 25 | 11 | 14   |
| 3.º  | Atlético Tucumán    | 30   | 16 | 9  | 3  | 4  | 26 | 19 | 7    |
| 4.º  | Defensa y Justicia  | 25   | 16 | 7  | 4  | 5  | 25 | 16 | 9    |
| 5.º  | Huracán             | 25   | 16 | 7  | 4  | 5  | 21 | 15 | 6    |
| 6.º  | Racing Club         | 24   | 16 | 6  | 6  | 4  | 29 | 26 | 3    |
| 7.º  | San Martín (SJ)     | 23   | 16 | 6  | 5  | 5  | 23 | 20 | 3    |
| 8.º  | Unión               | 22   | 16 | 5  | 7  | 4  | 24 | 22 | 2    |
| 9.º  | Tigre               | 20   | 16 | 5  | 5  | 6  | 21 | 17 | 4    |
| 10.º | Boca Juniors        | 20   | 16 | 5  | 5  | 6  | 15 | 13 | 2    |
| 11.º | Aldosivi            | 17   | 16 | 4  | 5  | 7  | 19 | 28 | −9   |
| 12.º | Newell's Old Boys   | 16   | 16 | 3  | 7  | 6  | 16 | 21 | −5   |
| 13.º | Temperley           | 16   | 16 | 4  | 4  | 8  | 14 | 21 | −7   |
| 14.º | Argentinos Juniors  | 12   | 16 | 2  | 6  | 8  | 11 | 29 | −18  |
| 15.º | Atlético de Rafaela | 9    | 16 | 2  | 3  | 11 | 14 | 32 | −18  |

|  | Clasificado a la final del torneo y a la fase de grupos de Copa Libertadores 2017.              |
|  | Clasificado al partido por el tercer puesto y a la fase de grupos de la Copa Libertadores 2017. |

|  |

### Evolución de las posiciones
| Equipo / Fecha      | 1    | 2    | 3    | 4    | 5    | 6    | 7    | 8    | 9    | 10   | 11   | 12   | 13   | 14   | 15   | 16   |
| ------------------- | ---- | ---- | ---- | ---- | ---- | ---- | ---- | ---- | ---- | ---- | ---- | ---- | ---- | ---- | ---- | ---- |
| Aldosivi            | 1.º  | 1.º  | 3.º  | 6.º  | 9.º  | 9.º  | 10.º | 11.º | 9.º  | 9.º  | 10.º | 11.º | 10.º | 11.º | 11.º | 11.º |
| Argentinos Juniors  | 8.º  | 9.º  | 12.º | 14.º | 15.º | 15.º | 15.º | 15.º | 15.º | 15.º | 15.º | 15.º | 15.º | 15.º | 15.º | 14.º |
| Atlético de Rafaela | 4.º  | 6.º  | 10.º | 11.º | 12.º | 14.º | 14.º | 14.º | 14.º | 14.º | 14.º | 14.º | 14.º | 14.º | 14.º | 15.º |
| Atlético Tucumán    | 2.º  | 2.º  | 1.º  | 2.º  | 2.º  | 3.º  | 4.º  | 4.º  | 3.º  | 4.º  | 3.º  | 3.º  | 3.º  | 3.º  | 3.º  | 3.º  |
| Boca Juniors        | 10.º | 12.º | 8.º  | 4.º  | 5.º  | 6.º  | 6.º  | 8.º  | 7.º  | 8.º  | 5.º  | 5.º  | 7.º  | 9.º  | 9.º  | 10.º |
| Defensa y Justicia  | 6.º  | 9.º  | 4.º  | 3.º  | 3.º  | 2.º  | 2.º  | 6.º  | 8.º  | 5.º  | 6.º  | 6.º  | 6.º  | 4.º  | 4.º  | 4.º  |
| Estudiantes (LP)    | 14.º | 6.º  | 7.º  | 5.º  | 4.º  | 4.º  | 3.º  | 3.º  | 2.º  | 2.º  | 2.º  | 2.º  | 2.º  | 2.º  | 2.º  | 2.º  |
| Huracán             | 14.º | 14.º | 15.º | 15.º | 14.º | 12.º | 8.º  | 2.º  | 4.º  | 3.º  | 4.º  | 4.º  | 4.º  | 5.º  | 5.º  | 5.º  |
| Lanús               | 4.º  | 2.º  | 2.º  | 1.º  | 1.º  | 1.º  | 1.º  | 1.º  | 1.º  | 1.º  | 1.º  | 1.º  | 1.º  | 1.º  | 1.º  | 1.º  |
| Newell's Old Boys   | 12.º | 15.º | 9.º  | 10.º | 11.º | 13.º | 13.º | 13.º | 13.º | 13.º | 12.º | 12.º | 12.º | 12.º | 13.º | 12.º |
| Racing Club         | 12.º | 9.º  | 14.º | 13.º | 10.º | 8.º  | 7.º  | 5.º  | 6.º  | 7.º  | 7.º  | 7.º  | 5.º  | 6.º  | 7.º  | 6.º  |
| San Martín (SJ)     | 2.º  | 5.º  | 6.º  | 8.º  | 8.º  | 5.º  | 5.º  | 7.º  | 5.º  | 6.º  | 8.º  | 8.º  | 8.º  | 8.º  | 8.º  | 7.º  |
| Temperley           | 10.º | 13.º | 13.º | 9.º  | 6.º  | 7.º  | 9.º  | 10.º | 11.º | 12.º | 11.º | 13.º | 13.º | 13.º | 12.º | 13.º |
| Tigre               | 8.º  | 8.º  | 11.º | 12.º | 13.º | 11.º | 12.º | 12.º | 12.º | 10.º | 13.º | 10.º | 11.º | 10.º | 10.º | 9.º  |
| Unión               | 6.º  | 4.º  | 5.º  | 7.º  | 7.º  | 10.º | 11.º | 9.º  | 10.º | 11.º | 9.º  | 9.º  | 9.º  | 7.º  | 6.º  | 8.º  |

| 1. 2. 3. |

## Resultados
| Fecha 1            | Fecha 1   | Fecha 1                 | Fecha 1                     | Fecha 1      | Fecha 1 |
| Zona 1             | Zona 1    | Zona 1                  | Zona 1                      | Zona 1       | Zona 1  |
| Local              | Resultado | Visitante               | Estadio                     | Fecha        | Hora    |
| ------------------ | --------- | ----------------------- | --------------------------- | ------------ | ------- |
| Banfield           | 2 - 0     | Gimnasia y Esgrima (LP) | Florencio Sola              | 5 de febrero | 19:00   |
| Rosario Central    | 1 - 0     | Godoy Cruz              | Gigante de Arroyito         | 5 de febrero | 21:15   |
| Patronato          | 2 - 2     | San Lorenzo             | Presbítero Bartolomé Grella | 6 de febrero | 19:00   |
| Independiente      | 1 - 0     | Belgrano                | Libertadores de América     | 7 de febrero | 17:00   |
| River Plate        | 5 - 1     | Quilmes                 | Monumental                  | 7 de febrero | 19:00   |
| Colón              | 2 - 1     | Arsenal                 | Brigadier Estanislao López  | 7 de febrero | 19:15   |
| Sarmiento          | 1 - 0     | Vélez Sarsfield         | Eva Perón                   | 8 de febrero | 21:15   |
| Zona 2             |           |                         |                             |              |         |
| Local              | Resultado | Visitante               | Estadio                     | Fecha        | Hora    |
| Huracán            | 0 - 1     | Atlético de Rafaela     | Tomas A. Ducó               | 5 de febrero | 19:00   |
| Argentinos Juniors | 1 - 1     | Tigre                   | Diego Armando Maradona      | 6 de febrero | 17:00   |
| San Martín (SJ)    | 2 - 1     | Newell's Old Boys       | Ingeniero Hilario Sánchez   | 6 de febrero | 19:15   |
| Temperley          | 0 - 0     | Boca Juniors            | Florencio Sola              | 6 de febrero | 21:00   |
| Defensa y Justicia | 2 - 2     | Unión                   | Norberto Tomaghello         | 7 de febrero | 17:00   |
| Atlético Tucumán   | 2 - 1     | Racing Club             | Monumental José Fierro      | 7 de febrero | 21:15   |
| Estudiantes (LP)   | 0 - 1     | Lanús                   | El Viaducto                 | 8 de febrero | 19:00   |
| Interzonal         |           |                         |                             |              |         |
| Local              | Resultado | Visitante               | Estadio                     | Fecha        | Hora    |
| Aldosivi           | 3 - 0     | Olimpo                  | José María Minella          | 6 de febrero | 17:00   |

| Fecha 2                 | Fecha 2   | Fecha 2            | Fecha 2                | Fecha 2       | Fecha 2 |
| Zona 1                  | Zona 1    | Zona 1             | Zona 1                 | Zona 1        | Zona 1  |
| Local                   | Resultado | Visitante          | Estadio                | Fecha         | Hora    |
| ----------------------- | --------- | ------------------ | ---------------------- | ------------- | ------- |
| Arsenal                 | 3 - 1     | Banfield           | El Viaducto            | 12 de febrero | 19:00   |
| Quilmes                 | 2 - 4     | Colón              | Centenario             | 12 de febrero | 21:15   |
| Godoy Cruz              | 1 - 1     | Independiente      | Malvinas Argentinas    | 12 de febrero | 21:15   |
| San Lorenzo             | 2 - 1     | Sarmiento          | Nuevo Gasómetro        | 13 de febrero | 19:00   |
| Vélez Sarsfield         | 2 - 1     | Olimpo             | José Amalfitani        | 13 de febrero | 21:15   |
| Gimnasia y Esgrima (LP) | 3 - 2     | Patronato          | Del Bosque             | 14 de febrero | 19:00   |
| Belgrano                | 3 - 2     | River Plate        | Mario Alberto Kempes   | 14 de febrero | 21:15   |
| Zona 2                  |           |                    |                        |               |         |
| Local                   | Resultado | Visitante          | Estadio                | Fecha         | Hora    |
| Unión                   | 3 - 0     | Temperley          | 15 de Abril            | 12 de febrero | 19:00   |
| Tigre                   | 1 - 2     | Huracán            | Monumental de Victoria | 13 de febrero | 17:00   |
| Aldosivi                | 3 - 2     | Argentinos Juniors | José María Minella     | 13 de febrero | 19:00   |
| Atlético de Rafaela     | 0 - 1     | Estudiantes (LP)   | Nuevo Monumental       | 13 de febrero | 19:00   |
| Racing Club             | 2 - 2     | San Martín (SJ)    | El Cilindro            | 13 de febrero | 21:15   |
| Lanús                   | 2 - 1     | Defensa y Justicia | Ciudad de Lanús        | 14 de febrero | 17:00   |
| Boca Juniors            | 0 - 1     | Atlético Tucumán   | La Bombonera           | 14 de febrero | 19:15   |
| Interzonal              |           |                    |                        |               |         |
| Local                   | Resultado | Visitante          | Estadio                | Fecha         | Hora    |
| Rosario Central         | 2 - 0     | Newell's Old Boys  | Gigante de Arroyito    | 14 de febrero | 17:00   |

| Fecha 3            | Fecha 3   | Fecha 3                 | Fecha 3                     | Fecha 3       | Fecha 3 |
| Zona 1             | Zona 1    | Zona 1                  | Zona 1                      | Zona 1        | Zona 1  |
| Local              | Resultado | Visitante               | Estadio                     | Fecha         | Hora    |
| ------------------ | --------- | ----------------------- | --------------------------- | ------------- | ------- |
| Banfield           | 1 - 1     | Quilmes                 | Florencio Sola              | 16 de febrero | 19:15   |
| Olimpo             | 0 - 2     | San Lorenzo             | Roberto N. Carminatti       | 16 de febrero | 19:15   |
| Independiente      | 0 - 2     | Rosario Central         | Libertadores de América     | 17 de febrero | 19:15   |
| Patronato          | 0 - 0     | Arsenal                 | Presbítero Bartolomé Grella | 17 de febrero | 19:15   |
| Sarmiento          | 1 - 3     | Gimnasia y Esgrima (LP) | Eva Perón                   | 17 de febrero | 21:30   |
| Colón              | 3 - 0     | Belgrano                | Brigadier Estanislao López  | 18 de febrero | 19:00   |
| River Plate        | 1 - 2     | Godoy Cruz              | Monumental                  | 18 de febrero | 21:15   |
| Zona 2             |           |                         |                             |               |         |
| Local              | Resultado | Visitante               | Estadio                     | Fecha         | Hora    |
| Huracán            | 2 - 0     | Aldosivi                | Tomas A. Ducó               | 16 de febrero | 19:15   |
| Defensa y Justicia | 4 - 1     | Atlético de Rafaela     | Norberto Tomaghello         | 17 de febrero | 17:00   |
| Newell's Old Boys  | 5 - 0     | Racing Club             | Marcelo Bielsa              | 17 de febrero | 17:00   |
| San Martín (SJ)    | 0 - 1     | Boca Juniors            | Ingeniero Hilario Sánchez   | 17 de febrero | 21:15   |
| Estudiantes (LP)   | 1 - 1     | Tigre                   | El Viaducto                 | 18 de febrero | 17:00   |
| Temperley          | 0 - 1     | Lanús                   | Alfredo Beranger            | 18 de febrero | 19:00   |
| Atlético Tucumán   | 2 - 0     | Unión                   | Monumental José Fierro      | 18 de febrero | 21:15   |
| Interzonal         |           |                         |                             |               |         |
| Local              | Resultado | Visitante               | Estadio                     | Fecha         | Hora    |
| Argentinos Juniors | 0 - 3     | Vélez Sarsfield         | Diego Armando Maradona      | 16 de febrero | 21:30   |

| Fecha 4                 | Fecha 4   | Fecha 4            | Fecha 4                 | Fecha 4       | Fecha 4 |
| Zona 1                  | Zona 1    | Zona 1             | Zona 1                  | Zona 1        | Zona 1  |
| Local                   | Resultado | Visitante          | Estadio                 | Fecha         | Hora    |
| ----------------------- | --------- | ------------------ | ----------------------- | ------------- | ------- |
| San Lorenzo             | 3 - 2     | Vélez Sarsfield    | Nuevo Gasómetro         | 20 de febrero | 17:00   |
| Gimnasia y Esgrima (LP) | 1 - 0     | Olimpo             | Del Bosque              | 20 de febrero | 19:00   |
| Belgrano                | 0 - 0     | Banfield           | Mario Alberto Kempes    | 21 de febrero | 17:00   |
| Godoy Cruz              | 4 - 1     | Colón              | Malvinas Argentinas     | 21 de febrero | 19:15   |
| Rosario Central         | 3 - 3     | River Plate        | Gigante de Arroyito     | 21 de febrero | 21:30   |
| Quilmes                 | 2 - 2     | Patronato          | Centenario              | 22 de febrero | 19:00   |
| Arsenal                 | 2 - 0     | Sarmiento          | El Viaducto             | 22 de febrero | 21:15   |
| Zona 2                  |           |                    |                         |               |         |
| Local                   | Resultado | Visitante          | Estadio                 | Fecha         | Hora    |
| Argentinos Juniors      | 0 - 0     | Huracán            | Diego Armando Maradona  | 20 de febrero | 17:00   |
| Boca Juniors            | 4 - 1     | Newell's Old Boys  | La Bombonera            | 20 de febrero | 21:15   |
| Tigre                   | 0 - 2     | Defensa y Justicia | Monumental de Victoria  | 21 de febrero | 17:00   |
| Unión                   | 1 - 1     | San Martín (SJ)    | 15 de Abril             | 22 de febrero | 21:15   |
| Atlético de Rafaela     | 0 - 2     | Temperley          | Nuevo Monumental        | 23 de febrero | 19:00   |
| Aldosivi                | 1 - 2     | Estudiantes (LP)   | José María Minella      | 23 de febrero | 21:15   |
| Lanús                   | 1 - 0     | Atlético Tucumán   | Ciudad de Lanús         | 23 de febrero | 21:15   |
| Interzonal              |           |                    |                         |               |         |
| Local                   | Resultado | Visitante          | Estadio                 | Fecha         | Hora    |
| Independiente           | 1 - 1     | Racing Club        | Libertadores de América | 21 de febrero | 19:15   |

| Fecha 5            | Fecha 5   | Fecha 5                 | Fecha 5                     | Fecha 5       | Fecha 5 |
| Zona 1             | Zona 1    | Zona 1                  | Zona 1                      | Zona 1        | Zona 1  |
| Local              | Resultado | Visitante               | Estadio                     | Fecha         | Hora    |
| ------------------ | --------- | ----------------------- | --------------------------- | ------------- | ------- |
| Banfield           | 2 - 3     | Godoy Cruz              | Florencio Sola              | 26 de febrero | 21:15   |
| Sarmiento          | 2 - 2     | Quilmes                 | Eva Perón                   | 27 de febrero | 17:00   |
| Patronato          | 2 - 1     | Belgrano                | Presbítero Bartolomé Grella | 27 de febrero | 21:30   |
| Colón              | 0 - 3     | Rosario Central         | Brigadier Estanislao López  | 28 de febrero | 17:00   |
| Olimpo             | 2 - 1     | Arsenal                 | Roberto N. Carminatti       | 28 de febrero | 19:15   |
| Vélez Sarsfield    | 2 - 1     | Gimnasia y Esgrima (LP) | José Amalfitani             | 29 de febrero | 19:00   |
| River Plate        | 1 - 0     | Independiente           | Monumental                  | 29 de febrero | 21:15   |
| Zona 2             |           |                         |                             |               |         |
| Local              | Resultado | Visitante               | Estadio                     | Fecha         | Hora    |
| Newell's Old Boys  | 1 - 1     | Unión                   | Marcelo Bielsa              | 26 de febrero | 19:15   |
| Estudiantes (LP)   | 4 - 1     | Argentinos Juniors      | Ciudad de La Plata          | 27 de febrero | 17:00   |
| Defensa y Justicia | 4 - 0     | Aldosivi                | Norberto Tomaghello         | 27 de febrero | 19:15   |
| Atlético Tucumán   | 3 - 0     | Atlético de Rafaela     | Monumental José Fierro      | 28 de febrero | 19:15   |
| Racing Club        | 1 - 0     | Boca Juniors            | El Cilindro                 | 28 de febrero | 19:15   |
| San Martín (SJ)    | 2 - 2     | Lanús                   | Ingeniero Hilario Sánchez   | 28 de febrero | 21:30   |
| Temperley          | 2 - 0     | Tigre                   | Alfredo Beranger            | 29 de febrero | 21:15   |
| Interzonal         |           |                         |                             |               |         |
| Local              | Resultado | Visitante               | Estadio                     | Fecha         | Hora    |
| Huracán            | 1 - 1     | San Lorenzo             | Tomás A. Ducó               | 27 de febrero | 19:15   |

| Fecha 6                 | Fecha 6   | Fecha 6            | Fecha 6                 | Fecha 6    | Fecha 6 |
| Zona 1                  | Zona 1    | Zona 1             | Zona 1                  | Zona 1     | Zona 1  |
| Local                   | Resultado | Visitante          | Estadio                 | Fecha      | Hora    |
| ----------------------- | --------- | ------------------ | ----------------------- | ---------- | ------- |
| Quilmes                 | 1 - 1     | Olimpo             | Centenario              | 4 de marzo | 17:00   |
| Arsenal                 | 1 - 0     | Vélez Sarsfield    | El Viaducto             | 4 de marzo | 21:15   |
| Belgrano                | 3 - 0     | Sarmiento          | Mario Alberto Kempes    | 5 de marzo | 19:15   |
| Gimnasia y Esgrima (LP) | 0 - 0     | San Lorenzo        | Del Bosque              | 5 de marzo | 19:15   |
| Independiente           | 4 - 1     | Colón              | Libertadores de América | 5 de marzo | 21:30   |
| Rosario Central         | 2 - 2     | Banfield           | Gigante de Arroyito     | 6 de marzo | 19:15   |
| Godoy Cruz              | 3 - 1     | Patronato          | Malvinas Argentinas     | 7 de marzo | 21:15   |
| Zona 2                  |           |                    |                         |            |         |
| Local                   | Resultado | Visitante          | Estadio                 | Fecha      | Hora    |
| Argentinos Juniors      | 1 - 5     | Defensa y Justicia | Diego Armando Maradona  | 4 de marzo | 19:15   |
| Lanús                   | 3 - 0     | Newell's Old Boys  | Ciudad de Lanús         | 4 de marzo | 21:30   |
| Atlético de Rafaela     | 1 - 2     | San Martín (SJ)    | Nuevo Monumental        | 5 de marzo | 17:00   |
| Huracán                 | 1 - 0     | Estudiantes (LP)   | Tomás A. Ducó           | 5 de marzo | 17:00   |
| Aldosivi                | 1 - 1     | Temperley          | José María Minella      | 6 de marzo | 19:30   |
| Unión                   | 3 - 6     | Racing Club        | 15 de Abril             | 6 de marzo | 21:30   |
| Tigre                   | 5 - 0     | Atlético Tucumán   | Monumental de Victoria  | 7 de marzo | 19:00   |
| Interzonal              |           |                    |                         |            |         |
| Local                   | Resultado | Visitante          | Estadio                 | Fecha      | Hora    |
| River Plate             | 0 - 0     | Boca Juniors       | Monumental              | 6 de marzo | 17:00   |

| Fecha 7            | Fecha 7   | Fecha 7                 | Fecha 7                     | Fecha 7     | Fecha 7 |
| Zona 1             | Zona 1    | Zona 1                  | Zona 1                      | Zona 1      | Zona 1  |
| Local              | Resultado | Visitante               | Estadio                     | Fecha       | Hora    |
| ------------------ | --------- | ----------------------- | --------------------------- | ----------- | ------- |
| Olimpo             | 2 - 0     | Belgrano                | Roberto N. Carminatti       | 12 de marzo | 15:30   |
| Banfield           | 1 - 3     | Independiente           | Florencio Sola              | 12 de marzo | 17:45   |
| San Lorenzo        | 0 - 2     | Arsenal                 | Nuevo Gasómetro             | 12 de marzo | 20:00   |
| Patronato          | 1 - 0     | Rosario Central         | Presbítero Bartolomé Grella | 13 de marzo | 17:45   |
| Colón              | 4 - 1     | River Plate             | Brigadier Estanislao López  | 13 de marzo | 20:00   |
| Sarmiento          | 0 - 0     | Godoy Cruz              | Eva Perón                   | 14 de marzo | 19:00   |
| Vélez Sarsfield    | 1 - 2     | Quilmes                 | José Amalfitani             | 27 de marzo | 20:15   |
| Zona 2             |           |                         |                             |             |         |
| Local              | Resultado | Visitante               | Estadio                     | Fecha       | Hora    |
| Racing Club        | 2 - 1     | Lanús                   | El Cilindro                 | 11 de marzo | 20:15   |
| Newell's Old Boys  | 1 - 1     | Atlético de Rafaela     | Marcelo Bielsa              | 11 de marzo | 21:00   |
| Defensa y Justicia | 0 - 2     | Huracán                 | Norberto Tomaghello         | 12 de marzo | 15:30   |
| San Martín (SJ)    | 1 - 0     | Tigre                   | Ingeniero Hilario Sánchez   | 12 de marzo | 17:45   |
| Temperley          | 0 - 0     | Argentinos Juniors      | Alfredo Beranger            | 13 de marzo | 15:30   |
| Atlético Tucumán   | 1 - 1     | Aldosivi                | Monumental José Fierro      | 13 de marzo | 20:00   |
| Boca Juniors       | 2 - 1     | Unión                   | La Bombonera                | 14 de marzo | 21:00   |
| Interzonal         |           |                         |                             |             |         |
| Local              | Resultado | Visitante               | Estadio                     | Fecha       | Hora    |
| Estudiantes (LP)   | 3 - 0     | Gimnasia y Esgrima (LP) | Ciudad de La Plata          | 13 de marzo | 17:45   |

| Fecha 8             | Fecha 8   | Fecha 8                 | Fecha 8                    | Fecha 8     | Fecha 8 |
| Zona 1              | Zona 1    | Zona 1                  | Zona 1                     | Zona 1      | Zona 1  |
| Local               | Resultado | Visitante               | Estadio                    | Fecha       | Hora    |
| ------------------- | --------- | ----------------------- | -------------------------- | ----------- | ------- |
| Arsenal             | 0 - 1     | Gimnasia y Esgrima (LP) | El Viaducto                | 18 de marzo | 19:00   |
| Belgrano            | 2 - 3     | Vélez Sarsfield         | Mario Alberto Kempes       | 19 de marzo | 15:30   |
| Godoy Cruz          | 1 - 0     | Olimpo                  | Malvinas Argentinas        | 19 de marzo | 17:45   |
| Independiente       | 2 - 1     | Patronato               | Libertadores de América    | 19 de marzo | 20:00   |
| Quilmes             | 3 - 0     | San Lorenzo             | Centenario                 | 20 de marzo | 15:30   |
| River Plate         | 1 - 1     | Banfield                | Monumental                 | 20 de marzo | 17:45   |
| Rosario Central     | 1 - 0     | Sarmiento               | Gigante de Arroyito        | 21 de marzo | 19:00   |
| Zona 2              |           |                         |                            |             |         |
| Local               | Resultado | Visitante               | Estadio                    | Fecha       | Hora    |
| Aldosivi            | 2 - 2     | San Martín (SJ)         | José María Minella         | 18 de marzo | 19:00   |
| Estudiantes (LP)    | 2 - 1     | Defensa y Justicia      | Ciudad de La Plata         | 18 de marzo | 21:15   |
| Argentinos Juniors  | 0 - 3     | Atlético Tucumán        | Diego Armando Maradona     | 19 de marzo | 17:45   |
| Huracán             | 4 - 2     | Temperley               | Tomas A. Ducó              | 20 de marzo | 19:30   |
| Lanús               | 2 - 0     | Boca Juniors            | Ciudad de Lanús            | 20 de marzo | 20:00   |
| Atlético de Rafaela | 3 - 6     | Racing Club             | Nuevo Monumental           | 21 de marzo | 21:15   |
| Tigre               | 3 - 3     | Newell's Old Boys       | Monumental de Victoria     | 21 de marzo | 21:15   |
| Interzonal          |           |                         |                            |             |         |
| Local               | Resultado | Visitante               | Estadio                    | Fecha       | Hora    |
| Colón               | 0 - 3     | Unión                   | Brigadier Estanislao López | 19 de marzo | 15:30   |

| Fecha 9                 | Fecha 9   | Fecha 9             | Fecha 9                     | Fecha 9    | Fecha 9 |
| Zona 1                  | Zona 1    | Zona 1              | Zona 1                      | Zona 1     | Zona 1  |
| Local                   | Resultado | Visitante           | Estadio                     | Fecha      | Hora    |
| ----------------------- | --------- | ------------------- | --------------------------- | ---------- | ------- |
| Olimpo                  | 1 - 1     | Rosario Central     | Roberto N. Carminatti       | 1 de abril | 21:15   |
| Patronato               | 2 - 1     | River Plate         | Presbítero Bartolomé Grella | 2 de abril | 20:00   |
| Banfield                | 1 - 1     | Colón               | Florencio Sola              | 2 de abril | 20:00   |
| San Lorenzo             | 3 - 2     | Belgrano            | Nuevo Gasómetro             | 3 de abril | 16:15   |
| Vélez Sarsfield         | 1 - 4     | Godoy Cruz          | José Amalfitani             | 3 de abril | 19:30   |
| Sarmiento               | 0 - 0     | Independiente       | Eva Perón                   | 3 de abril | 20:00   |
| Gimnasia y Esgrima (LP) | 1 - 0     | Quilmes             | Del Bosque                  | 4 de abril | 21:15   |
| Zona 2                  |           |                     |                             |            |         |
| Local                   | Resultado | Visitante           | Estadio                     | Fecha      | Hora    |
| Atlético Tucumán        | 2 - 1     | Huracán             | Monumental José Fierro      | 1 de abril | 19:00   |
| Temperley               | 1 - 3     | Estudiantes (LP)    | Alfredo Beranger            | 1 de abril | 21:15   |
| Racing Club             | 3 - 3     | Tigre               | El Cilindro                 | 2 de abril | 15:30   |
| Boca Juniors            | 3 - 0     | Atlético de Rafaela | La Bombonera                | 2 de abril | 17:45   |
| Newell's Old Boys       | 1 - 1     | Aldosivi            | Marcelo Bielsa              | 3 de abril | 14:00   |
| San Martín (SJ)         | 2 - 0     | Argentinos Juniors  | Ingeniero Hilario Sánchez   | 3 de abril | 17:15   |
| Unión                   | 0 - 4     | Lanús               | 15 de Abril                 | 4 de abril | 21:15   |
| Interzonal              |           |                     |                             |            |         |
| Local                   | Resultado | Visitante           | Estadio                     | Fecha      | Hora    |
| Defensa y Justicia      | 0 - 1     | Arsenal             | Norberto Tomaghello         | 3 de abril | 17:45   |

| Fecha 10            | Fecha 10  | Fecha 10                | Fecha 10                   | Fecha 10    | Fecha 10 |
| Zona 1              | Zona 1    | Zona 1                  | Zona 1                     | Zona 1      | Zona 1   |
| Local               | Resultado | Visitante               | Estadio                    | Fecha       | Hora     |
| ------------------- | --------- | ----------------------- | -------------------------- | ----------- | -------- |
| Colón               | 2 - 2     | Patronato               | Brigadier Estanislao López | 8 de abril  | 21:15    |
| Godoy Cruz          | 0 - 1     | San Lorenzo             | Malvinas Argentinas        | 8 de abril  | 21:15    |
| River Plate         | 2 - 2     | Sarmiento               | Monumental                 | 9 de abril  | 17:45    |
| Independiente       | 0 - 0     | Olimpo                  | Libertadores de América    | 9 de abril  | 20:00    |
| Rosario Central     | 2 - 3     | Vélez Sarsfield         | Gigante de Arroyito        | 10 de abril | 18:00    |
| Belgrano            | 3 - 0     | Gimnasia y Esgrima (LP) | Mario Alberto Kempes       | 10 de abril | 20:10    |
| Quilmes             | 1 - 4     | Arsenal                 | Centenario                 | 11 de abril | 19:00    |
| Zona 2              |           |                         |                            |             |          |
| Local               | Resultado | Visitante               | Estadio                    | Fecha       | Hora     |
| Huracán             | 4 - 3     | San Martín (SJ)         | Tomás A. Ducó              | 9 de abril  | 15:30    |
| Defensa y Justicia  | 2 - 1     | Temperley               | Norberto Tomaghello        | 9 de abril  | 17:45    |
| Argentinos Juniors  | 0 - 0     | Newell's Old Boys       | Diego Armando Maradona     | 10 de abril | 17:45    |
| Aldosivi            | 2 - 1     | Racing Club             | José María Minella         | 10 de abril | 18:00    |
| Tigre               | 2 - 0     | Boca Juniors            | Monumental de Victoria     | 10 de abril | 20:10    |
| Atlético de Rafaela | 1 - 1     | Unión                   | Nuevo Monumental           | 11 de abril | 19:00    |
| Estudiantes (LP)    | 3 - 2     | Atlético Tucumán        | Ciudad de La Plata         | 11 de abril | 21:15    |
| Interzonal          |           |                         |                            |             |          |
| Local               | Resultado | Visitante               | Estadio                    | Fecha       | Hora     |
| Banfield            | 0 - 2     | Lanús                   | Florencio Sola             | 10 de abril | 15:45    |

| Fecha 11                | Fecha 11  | Fecha 11            | Fecha 11                    | Fecha 11    | Fecha 11 |
| Zona 1                  | Zona 1    | Zona 1              | Zona 1                      | Zona 1      | Zona 1   |
| Local                   | Resultado | Visitante           | Estadio                     | Fecha       | Hora     |
| ----------------------- | --------- | ------------------- | --------------------------- | ----------- | -------- |
| Sarmiento               | 1 - 0     | Colón               | Eva Perón                   | 15 de abril | 19:00    |
| Gimnasia y Esgrima (LP) | 2 - 2     | Godoy Cruz          | Del Bosque                  | 15 de abril | 21:15    |
| San Lorenzo             | 2 - 1     | Rosario Central     | Nuevo Gasómetro             | 17 de abril | 15:30    |
| Vélez Sarsfield         | 0 - 2     | Independiente       | José Amalfitani             | 17 de abril | 17:45    |
| Olimpo                  | 0 - 1     | River Plate         | Roberto N. Carminatti       | 17 de abril | 20:00    |
| Patronato               | 0 - 2     | Banfield            | Persbítero Bartolomé Grella | 17 de abril | 20:00    |
| Arsenal                 | 3 - 3     | Belgrano            | El Viaducto                 | 18 de abril | 19:00    |
| Zona 2                  |           |                     |                             |             |          |
| Local                   | Resultado | Visitante           | Estadio                     | Fecha       | Hora     |
| Lanús                   | 2 - 1     | Atlético de Rafaela | Ciudad de Lanús             | 16 de abril | 14:00    |
| Newell's Old Boys       | 1 - 0     | Huracán             | Marcelo Bielsa              | 16 de abril | 16:15    |
| Atlético Tucumán        | 3 - 1     | Defensa y Justicia  | Monumental José Fierro      | 16 de abril | 16:15    |
| Boca Juniors            | 4 - 1     | Aldosivi            | La Bombonera                | 16 de abril | 18:30    |
| Unión                   | 1 - 0     | Tigre               | 15 de Abril                 | 16 de abril | 18:30    |
| Racing Club             | 2 - 2     | Argentinos Juniors  | El Cilindro                 | 16 de abril | 20:45    |
| San Martín (SJ)         | 0 - 2     | Estudiantes         | Ingeniero Hilario Sánchez   | 17 de abril | 17:45    |
| Interzonal              |           |                     |                             |             |          |
| Local                   | Resultado | Visitante           | Estadio                     | Fecha       | Hora     |
| Temperley               | 2 - 0     | Quilmes             | Alfredo Beranger            | 17 de abril | 17:45    |

| Fecha 12                | Fecha 12     | Fecha 12           | Fecha 12               | Fecha 12     | Fecha 12     |
| Interzonales            | Interzonales | Interzonales       | Interzonales           | Interzonales | Interzonales |
| Local                   | Resultado    | Visitante          | Estadio                | Fecha        | Hora         |
| ----------------------- | ------------ | ------------------ | ---------------------- | ------------ | ------------ |
| Atlético de Rafaela     | 3 - 1        | Patronato          | Nuevo Monumental       | 22 de abril  | 19:00        |
| Olimpo                  | 2 - 1        | Aldosivi           | Roberto N. Carminatti  | 22 de abril  | 21:15        |
| Vélez Sarsfield         | 1 - 0        | Argentinos Juniors | José Amalfitani        | 22 de abril  | 21:15        |
| Unión                   | 1 - 0        | Colón              | 15 de Abril            | 23 de abril  | 14:00        |
| Arsenal                 | 0 - 0        | Defensa y Justicia | El Viaducto            | 23 de abril  | 14:15        |
| San Lorenzo             | 1 - 0        | Huracán            | Nuevo Gasómetro        | 23 de abril  | 16:15        |
| Godoy Cruz              | 1 - 0        | San Martín (SJ)    | Malvinas Argentinas    | 23 de abril  | 16:30        |
| Lanús                   | 2 - 0        | Banfield           | Ciudad de Lanús        | 23 de abril  | 18:30        |
| Gimnasia y Esgrima (LP) | 0 - 0        | Estudiantes (LP)   | Del Bosque             | 23 de abril  | 20:45        |
| Newell's Old Boys       | 0 - 0        | Rosario Central    | Marcelo Bielsa         | 24 de abril  | 14:00        |
| Boca Juniors            | 0 - 0        | River Plate        | La Bombonera           | 24 de abril  | 16:15        |
| Racing Club             | 0 - 0        | Independiente      | El Cilindro            | 24 de abril  | 18:45        |
| Belgrano                | 0 - 0        | Atlético Tucumán   | Mario Alberto Kempes   | 24 de abril  | 20:00        |
| Tigre                   | 2 - 0        | Sarmiento          | Monumental de Victoria | 25 de abril  | 19:00        |
| Quilmes                 | 2 - 0        | Temperley          | Centenario             | 25 de abril  | 21:15        |

| Fecha 13           | Fecha 13  | Fecha 13                | Fecha 13                    | Fecha 13    | Fecha 13 |
| Zona 1             | Zona 1    | Zona 1                  | Zona 1                      | Zona 1      | Zona 1   |
| Local              | Resultado | Visitante               | Estadio                     | Fecha       | Hora     |
| ------------------ | --------- | ----------------------- | --------------------------- | ----------- | -------- |
| Colón              | 3 - 1     | Olimpo                  | Brigadier Estanislao López  | 29 de abril | 21:15    |
| Independiente      | 0 - 1     | San Lorenzo             | Libertadores de América     | 30 de abril | 14:00    |
| Belgrano           | 2 - 2     | Quilmes                 | Mario Alberto Kempes        | 30 de abril | 15:00    |
| River Plate        | 0 - 0     | Vélez Sarsfield         | Monumental                  | 30 de abril | 16:10    |
| Godoy Cruz         | 2 - 0     | Arsenal                 | Malvinas Argentinas         | 30 de abril | 17:15    |
| Rosario Central    | 0 - 1     | Gimnasia y Esgrima (LP) | Gigante de Arroyito         | 2 de mayo   | 16:00    |
| Banfield           | 0 - 0     | Sarmiento               | Florencio Sola              | 3 de mayo   | 21:00    |
| Zona 2             |           |                         |                             |             |          |
| Local              | Resultado | Visitante               | Estadio                     | Fecha       | Hora     |
| Estudiantes        | 0 - 0     | Newell's Old Boys       | Ciudad de La Plata          | 29 de abril | 19:00    |
| Aldosivi           | 1 - 1     | Unión                   | José María Minella          | 29 de abril | 19:00    |
| Huracán            | 0 - 1     | Racing Club             | Tomás A. Ducó               | 30 de abril | 18:00    |
| Defensa y Justicia | 0 - 0     | San Martín (SJ)         | Norberto Tomaghello         | 30 de abril | 19:30    |
| Argentinos Juniors | 1 - 0     | Boca Juniors            | Diego Armando Maradona      | 30 de abril | 20:10    |
| Tigre              | 0 - 1     | Lanús                   | Monumental de Victoria      | 2 de mayo   | 19:00    |
| Temperley          | 1 - 1     | Atlético Tucumán        | Alfredo Beranger            | 2 de mayo   | 21:15    |
| Interzonal         |           |                         |                             |             |          |
| Local              | Resultado | Visitante               | Estadio                     | Fecha       | Hora     |
| Patronato          | 2 - 1     | Atlético de Rafaela     | Presbítero Bartolomé Grella | 29 de abril | 21:15    |

| Fecha 14                | Fecha 14  | Fecha 14           | Fecha 14                  | Fecha 14  | Fecha 14 |
| Zona 1                  | Zona 1    | Zona 1             | Zona 1                    | Zona 1    | Zona 1   |
| Local                   | Resultado | Visitante          | Estadio                   | Fecha     | Hora     |
| ----------------------- | --------- | ------------------ | ------------------------- | --------- | -------- |
| Quilmes                 | 1 - 3     | Godoy Cruz         | Centenario                | 6 de mayo | 21:15    |
| Vélez Sarsfield         | 2 - 0     | Colón              | José Amalfitani           | 7 de mayo | 16:00    |
| San Lorenzo             | 2 - 1     | River Plate        | Nuevo Gasómetro           | 7 de mayo | 17:45    |
| Arsenal                 | 1 - 0     | Rosario Central    | El Viaducto               | 8 de mayo | 14:00    |
| Gimnasia y Esgrima (LP) | 3 - 3     | Independiente      | Del Bosque                | 8 de mayo | 20:45    |
| Olimpo                  | 1 - 1     | Banfield           | Roberto N. Carminatti     | 9 de mayo | 19:00    |
| Sarmiento               | 1 - 0     | Patronato          | Eva Perón                 | 9 de mayo | 21:15    |
| Zona 2                  |           |                    |                           |           |          |
| Local                   | Resultado | Visitante          | Estadio                   | Fecha     | Hora     |
| Unión                   | 4 - 0     | Argentinos Juniors | 15 de Abril               | 6 de mayo | 19:00    |
| San Martín (SJ)         | 2 - 0     | Temperley          | Ingeniero Hilario Sánchez | 7 de mayo | 15:30    |
| Newell's Old Boys       | 0 - 1     | Defensa y Justicia | Marcelo Bielsa            | 7 de mayo | 15:30    |
| Racing Club             | 0 - 0     | Estudiantes (LP)   | El Cilindro               | 7 de mayo | 20:00    |
| Lanús                   | 2 - 0     | Aldosivi           | Ciudad de Lanús           | 8 de mayo | 16:15    |
| Boca Juniors            | 0 - 0     | Huracán            | La Bombonera              | 8 de mayo | 18:30    |
| Atlético de Rafaela     | 0 - 0     | Tigre              | Nuevo Monumental          | 8 de mayo | 20:00    |
| Interzonal              |           |                    |                           |           |          |
| Local                   | Resultado | Visitante          | Estadio                   | Fecha     | Hora     |
| Atlético Tucumán        | 2 - 1     | Belgrano           | Monumental José Fierro    | 8 de mayo | 17:45    |

| Fecha 15           | Fecha 15  | Fecha 15                | Fecha 15                    | Fecha 15   | Fecha 15 |
| Zona 1             | Zona 1    | Zona 1                  | Zona 1                      | Zona 1     | Zona 1   |
| Local              | Resultado | Visitante               | Estadio                     | Fecha      | Hora     |
| ------------------ | --------- | ----------------------- | --------------------------- | ---------- | -------- |
| Colón              | 0 - 2     | San Lorenzo             | Brigadier Estanislao López  | 14 de mayo | 15:30    |
| Godoy Cruz         | 1 - 0     | Belgrano                | Malvinas Argentinas         | 14 de mayo | 15:30    |
| River Plate        | 1 - 0     | Gimnasia y Esgrima (LP) | Monumental                  | 14 de mayo | 17:45    |
| Independiente      | 2 - 0     | Arsenal                 | Libertadores de América     | 14 de mayo | 20:00    |
| Rosario Central    | 1 - 1     | Quilmes                 | Gigante de Arroyito         | 15 de mayo | 17:15    |
| Patronato          | 1 - 0     | Olimpo                  | Presbítero Bartolomé Grella | 16 de mayo | 19:00    |
| Banfield           | 0 - 0     | Vélez Sarsfield         | Florencio Sola              | 16 de mayo | 21:15    |
| Zona 2             |           |                         |                             |            |          |
| Local              | Resultado | Visitante               | Estadio                     | Fecha      | Hora     |
| Huracán            | 1 - 1     | Unión                   | Tomas A. Ducó               | 13 de mayo | 19:00    |
| Defensa y Justicia | 2 - 1     | Racing Club             | Norberto Tomaghello         | 13 de mayo | 21:15    |
| Atlético Tucumán   | 3 - 2     | San Martín (SJ)         | Monumental José Fierro      | 13 de mayo | 21:15    |
| Argentinos Juniors | 1 - 1     | Lanús                   | Diego Armando Maradona      | 15 de mayo | 15:00    |
| Temperley          | 2 - 0     | Newell's Old Boys       | Alfredo Beranger            | 15 de mayo | 15:00    |
| Aldosivi           | 2 - 1     | Atlético de Rafaela     | José María Minella          | 15 de mayo | 17:15    |
| Estudiantes (LP)   | 3 - 1     | Boca Juniors            | Ciudad de La Plata          | 15 de mayo | 20:00    |
| Interzonal         |           |                         |                             |            |          |
| Local              | Resultado | Visitante               | Estadio                     | Fecha      | Hora     |
| Sarmiento          | 0 - 1     | Tigre                   | Eva Perón                   | 15 de mayo | 15:00    |

| Fecha 16                | Fecha 16  | Fecha 16           | Fecha 16                  | Fecha 16   | Fecha 16 |
| Zona 1                  | Zona 1    | Zona 1             | Zona 1                    | Zona 1     | Zona 1   |
| Local                   | Resultado | Visitante          | Estadio                   | Fecha      | Hora     |
| ----------------------- | --------- | ------------------ | ------------------------- | ---------- | -------- |
| Arsenal                 | 2 - 1     | River Plate        | El Viaducto               | 20 de mayo | 20:00    |
| Olimpo                  | 0 - 1     | Sarmiento          | Roberto N. Carminatti     | 21 de mayo | 15:15    |
| Quilmes                 | 0 - 3     | Independiente      | Centenario                | 21 de mayo | 20:00    |
| Vélez Sarsfield         | 0 - 0     | Patronato          | José Amalfitani           | 21 de mayo | 20:00    |
| San Lorenzo             | 1 - 1     | Banfield           | Nuevo Gasómetro           | 22 de mayo | 16:15    |
| Belgrano                | 1 - 0     | Rosario Central    | Mario Alberto Kempes      | 23 de mayo | 19:00    |
| Gimnasia y Esgrima (LP) | 3 - 0     | Colón              | Del Bosque                | 23 de mayo | 21:15    |
| Zona 2                  |           |                    |                           |            |          |
| Local                   | Resultado | Visitante          | Estadio                   | Fecha      | Hora     |
| Tigre                   | 2 - 0     | Aldosivi           | Monumental de Victoria    | 20 de mayo | 21:00    |
| Atlético de Rafaela     | 0 - 2     | Argentinos Juniors | Nuevo Monumental          | 21 de mayo | 15:15    |
| Racing Club             | 2 - 0     | Temperley          | El Cilindro               | 21 de mayo | 17:30    |
| Newell's Old Boys       | 2 - 1     | Atlético Tucumán   | Marcelo Bielsa            | 22 de mayo | 18:30    |
| Boca Juniors            | 0 - 0     | Defensa y Justicia | La Bombonera              | 22 de mayo | 18:30    |
| Unión                   | 1 - 1     | Estudiantes (LP)   | 15 de Abril               | 22 de mayo | 18:30    |
| Lanús                   | 1 - 3     | Huracán            | Ciudad de Lanús           | 22 de mayo | 20:45    |
| Interzonal              |           |                    |                           |            |          |
| Local                   | Resultado | Visitante          | Estadio                   | Fecha      | Hora     |
| San Martín (SJ)         | 2 - 0     | Godoy Cruz         | Ingeniero Hilario Sánchez | 22 de mayo | 16:15    |

| 1. 2. 3. 4. 5. |

## Partido por el tercer puesto
Enfrentó a los equipos clasificados en el segundo lugar en cada una de las zonas, que fueron Godoy Cruz y Estudiantes de La Plata. Originalmente, estaba previsto solamente para ordenar los cupos a la Copa Libertadores 2017, de forma que el ganador clasificara al certamen como Argentina 3, y el perdedor como Argentina 4. Posteriormente, se estableció, además, que definiera también el tercer puesto del campeonato.
| Godoy Cruz | 0 - 1 | Estudiantes (LP) | Mario Alberto Kempes | 28 de mayo | 17:00 |
| Estudiantes (LP) obtuvo el tercer puesto y clasificó a la Copa Libertadores 2017 como Argentina 3; Godoy Cruz obtuvo el cuarto puesto, y el cupo Argentina 4. |       |                  |                      |            |       |

## Final
Los ganadores de cada zona, San Lorenzo y Lanús, se enfrentaron en un único partido, el día 29 de mayo, para definir al campeón del torneo.
| San Lorenzo | 0 - 4 | Lanús | Monumental | 29 de mayo | 16:15 |
| Lanús se consagró campeón y clasificó a la Copa Libertadores 2017 como Argentina 1; San Lorenzo lo hizo como Argentina 2. |       |       |            |            |       |

## Tabla de descenso
Para su confección se tomaron en cuenta las campañas de las últimas cuatro temporadas.
| Pos. | Equipo                  | Promedio | 2013-14 | 2014 | 2015 | 2016 | Total | PJ  |
| ---- | ----------------------- | -------- | ------- | ---- | ---- | ---- | ----- | --- |
| 1.º  | Atlético Tucumán        | 1,875    | –       | –    | –    | 30   | 30    | 16  |
| 2.º  | San Lorenzo             | 1,757    | 60      | 26   | 61   | 34   | 181   | 103 |
| 3.º  | Independiente           | 1,753    | –       | 33   | 54   | 27   | 114   | 65  |
| 4.º  | Boca Juniors            | 1,708    | 61      | 31   | 64   | 20   | 176   | 103 |
| 5.º  | Lanús                   | 1,689    | 59      | 35   | 42   | 38   | 174   | 103 |
| 6.º  | Estudiantes (LP)        | 1,679    | 59      | 31   | 51   | 32   | 173   | 103 |
| 7.º  | River Plate             | 1,592    | 58      | 39   | 49   | 18   | 164   | 103 |
| 8.º  | Racing Club             | 1,504    | 33      | 41   | 57   | 24   | 155   | 103 |
| 9.º  | Rosario Central         | 1,495    | 54      | 21   | 59   | 20   | 154   | 103 |
| 10.º | Gimnasia y Esgrima (LP) | 1,456    | 57      | 24   | 44   | 25   | 150   | 103 |
| 11.º | Godoy Cruz              | 1,378    | 56      | 21   | 32   | 33   | 142   | 103 |
| 12.º | Unión                   | 1,369    | –       | –    | 41   | 22   | 63    | 46  |
| 13.º | Belgrano                | 1,368    | 49      | 25   | 51   | 16   | 141   | 103 |
| 14.º | Tigre                   | 1,368    | 49      | 26   | 46   | 20   | 141   | 103 |
| 15.º | Vélez Sarsfield         | 1,349    | 61      | 25   | 29   | 24   | 139   | 103 |
| 16.º | Newell's Old Boys       | 1,330    | 56      | 25   | 40   | 16   | 137   | 103 |
| 17.º | Banfield                | 1,307    | –       | 20   | 50   | 15   | 85    | 65  |
| 18.º | San Martín (SJ)         | 1,304    | –       | –    | 37   | 23   | 60    | 46  |
| 19.º | Patronato               | 1,250    | –       | –    | –    | 20   | 20    | 16  |
| 20.º | Arsenal                 | 1,242    | 48      | 26   | 27   | 27   | 128   | 103 |
| 21.º | Aldosivi                | 1,239    | –       | –    | 40   | 17   | 57    | 46  |
| 22.º | Huracán                 | 1,195    | –       | –    | 30   | 25   | 55    | 46  |
| 23.º | Defensa y Justicia      | 1,184    | –       | 20   | 32   | 25   | 77    | 65  |
| 24.º | Olimpo                  | 1,145    | 50      | 19   | 36   | 13   | 118   | 103 |
| 25.º | Quilmes                 | 1,135    | 45      | 12   | 45   | 15   | 117   | 103 |
| 26.º | Colón                   | 1,108    | –       | –    | 34   | 17   | 51    | 46  |
| 27.º | Atlético de Rafaela     | 1,029    | 49      | 25   | 23   | 9    | 106   | 103 |
| 28.º | Sarmiento (J)           | 1,021    | –       | –    | 30   | 17   | 47    | 46  |
| 29.º | Temperley               | 1,000    | –       | –    | 30   | 16   | 46    | 46  |
| 30.º | Argentinos Juniors      | 0,978    | –       | –    | 33   | 12   | 45    | 46  |

|  | Descendió a la Primera B Nacional. |

|  |

## Tabla de posiciones general
Fue establecida con posterioridad a la finalización del torneo, como consecuencia de la reestructuración dispuesta por Conmebol para las competiciones internacionales a partir de 2017. Definió un sexto cupo a la Copa Libertadores 2017, que fue añadido por la confederación continental tras la decisión de aumentar las plazas en el certamen, y a los seis clasificados a la Copa Sudamericana 2017, que originalmente habrían de decidirse tras la disputa del campeonato 2016-17.
| Pos. | Equipo                  | Pts. | PJ | PG | PE | PP | GF | GC | Dif. |
| ---- | ----------------------- | ---- | -- | -- | -- | -- | -- | -- | ---- |
| 1.º  | Lanús                   | 38   | 16 | 12 | 2  | 2  | 28 | 10 | 18   |
| 2.º  | San Lorenzo             | 34   | 16 | 10 | 4  | 2  | 23 | 16 | 7    |
| 3.º  | Godoy Cruz              | 33   | 16 | 10 | 3  | 3  | 27 | 14 | 13   |
| 4.º  | Estudiantes (LP)        | 32   | 16 | 9  | 5  | 2  | 25 | 11 | 14   |
| 5.º  | Atlético Tucumán        | 30   | 16 | 9  | 3  | 4  | 26 | 19 | 7    |
| 6.º  | Independiente           | 27   | 16 | 7  | 6  | 3  | 22 | 12 | 10   |
| 7.º  | Arsenal                 | 27   | 16 | 8  | 3  | 5  | 21 | 15 | 6    |
| 8.º  | Defensa y Justicia      | 25   | 16 | 7  | 4  | 5  | 25 | 16 | 9    |
| 9.º  | Huracán                 | 25   | 16 | 7  | 4  | 5  | 21 | 15 | 6    |
| 10.º | Gimnasia y Esgrima (LP) | 25   | 16 | 7  | 4  | 5  | 19 | 19 | 0    |
| 11.º | Racing Club             | 24   | 16 | 6  | 6  | 4  | 29 | 26 | 3    |
| 12.º | Vélez Sarsfield         | 24   | 16 | 7  | 3  | 6  | 20 | 19 | 1    |
| 13.º | San Martín (SJ)         | 23   | 16 | 6  | 5  | 5  | 23 | 20 | 3    |
| 14.º | Unión                   | 22   | 16 | 5  | 7  | 4  | 24 | 22 | 2    |
| 15.º | Tigre                   | 20   | 16 | 5  | 5  | 6  | 21 | 17 | 4    |
| 16.º | Rosario Central         | 20   | 16 | 5  | 5  | 6  | 19 | 16 | 3    |
| 17.º | Boca Juniors            | 20   | 16 | 5  | 5  | 6  | 15 | 13 | 2    |
| 18.º | Patronato               | 20   | 16 | 5  | 5  | 6  | 19 | 23 | −4   |
| 19.º | River Plate             | 18   | 16 | 4  | 6  | 6  | 21 | 22 | −1   |
| 20.º | Sarmiento (J)           | 17   | 16 | 4  | 5  | 7  | 10 | 18 | −8   |
| 21.º | Aldosivi                | 17   | 16 | 4  | 5  | 7  | 19 | 28 | −9   |
| 22.º | Colón                   | 17   | 16 | 5  | 2  | 9  | 21 | 31 | −10  |
| 23.º | Belgrano                | 16   | 16 | 4  | 4  | 8  | 21 | 24 | −3   |
| 24.º | Newell's Old Boys       | 16   | 16 | 3  | 7  | 6  | 16 | 21 | −5   |
| 25.º | Temperley               | 16   | 16 | 4  | 4  | 8  | 14 | 21 | −7   |
| 26.º | Banfield                | 15   | 16 | 2  | 9  | 5  | 15 | 20 | −5   |
| 27.º | Quilmes                 | 15   | 16 | 3  | 6  | 7  | 21 | 32 | −11  |
| 28.º | Olimpo                  | 13   | 16 | 3  | 4  | 9  | 11 | 20 | −9   |
| 29.º | Argentinos Juniors      | 12   | 16 | 2  | 6  | 8  | 11 | 29 | −18  |
| 30.º | Atlético de Rafaela     | 9    | 16 | 2  | 3  | 11 | 14 | 32 | −18  |

|  | Clasificado a la fase 2 de la Copa Libertadores 2017. |
|  | Clasificados a la Copa Sudamericana 2017.             |

|  |

## Clasificación a la Copa Libertadores 2017
Argentina tuvo 6 cupos en la Copa Libertadores 2017 (el sexto asignado con posterioridad): los 5 primeros a la fase de grupos y el último a la fase 2, que fueron:
- Argentina 1: Lanús, campeón del torneo.
- Argentina 2: San Lorenzo, subcampeón.
- Argentina 3: Estudiantes de La Plata, tercer puesto.
- Argentina 4: Godoy Cruz, cuarto puesto.
- Argentina 5: River Plate, campeón de la Copa Argentina 2015-16.
- Argentina 6: Atlético Tucumán, quinto puesto de la tabla general del torneo.

## Clasificación a la Copa Sudamericana 2017
Argentina tuvo 6 cupos en la Copa Sudamericana 2017 asignados con posterioridad, ya que originalmente estaban previstos para los participantes del campeonato 2016-17, dado que la Conmebol cambió la forma de disputa de la Copa Sudamericana, adelantando su inicio para el mes de marzo y estableciendo, además, que ningún equipo puede jugar simultáneamente ese torneo y la Copa Libertadores, ya que ambas disputas se desarrollarían anualmente y no cada una en un semestre, como hasta la temporada anterior. Ellos fueron:
- Argentina 1: Independiente, sexto puesto de la tabla general del torneo.
- Argentina 2: Arsenal, séptimo puesto.
- Argentina 3: Defensa y Justicia, octavo puesto.
- Argentina 4: Huracán, noveno puesto.
- Argentina 5: Gimnasia y Esgrima La Plata, décimo puesto.
- Argentina 6: Racing Club, undécimo puesto.

## Descensos y ascensos
Se determinó el descenso de Argentinos Juniors, que ocupó el último puesto en la tabla de promedios. Fue reemplazado para el campeonato 2016-17 por Talleres (C), campeón del torneo 2016 de la Primera B Nacional.

## Goleadores
| Jugador           | Equipo             | Goles | Jugada | Cabeza | T. libre | Penal | PJ |
| ----------------- | ------------------ | ----- | ------ | ------ | -------- | ----- | -- |
| José Sand         | Lanús              | 14    | 6      | 3      | 0        | 5     | 16 |
| Ramón Ábila       | Huracán            | 11    | 9      | 2      | 0        | 0     | 15 |
| Fabián Bordagaray | Defensa y Justicia | 9     | 7      | 0      | 0        | 2     | 16 |
| Santiago García   | Godoy Cruz         | 9     | 7      | 0      | 1        | 1     | 14 |
| Nicolás Blandi    | San Lorenzo        | 8     | 5      | 3      | 0        | 0     | 14 |
| Javier Toledo     | San Martín (SJ)    | 8     | 6      | 2      | 0        | 0     | 15 |

- Fuentes:
  - FIFA.com-Argentina Primera A: Goleadores Archivado el 12 de marzo de 2016 en Wayback Machine.

## Entrenadores
| Listado de entrenadores | Listado de entrenadores       | Listado de entrenadores |
| Equipo | Entrenador/es                 | Fechas                  |
| --- | ----------------------------- | ----------------------- |
| Aldosivi | Fernando Quiroz               | 1.ª a 16.ª              |
| Argentinos Juniors | Carlos Mayor                  | 1.ª a 6.ª               |
| Argentinos Juniors | Raúl Sanzotti                 | 7.ª a 16.ª              |
| Arsenal | Sergio Rondina                | 1.ª a 16.ª              |
| Atlético de Rafaela | Jorge Burruchaga              | 1.ª a 8.ª               |
| Atlético de Rafaela | Juan Manuel Llop              | 9.ª a 16.ª              |
| Atlético Tucumán | Juan Manuel Azconzábal        | 1.ª a 16.ª              |
| Banfield | Claudio Vivas                 | 1.ª a 8.ª               |
| Banfield | Julio César Falcioni          | 9.ª a 16.ª              |
| Belgrano | Ricardo Zielinski             | 1.ª a 16.ª              |
| Boca Juniors | Rodolfo Arruabarrena          | 1.ª a 5.ª               |
| Boca Juniors | Guillermo Barros Schelotto    | 6.ª a 16.ª              |
| Colón | Darío Franco                  | 1.ª a 11.ª              |
| Colón | Ricardo Johansen (interino)   | 12.ª a 16.ª             |
| Defensa y Justicia | Ariel Holan                   | 1.ª a 16.ª              |
| Estudiantes (LP) | Nelson Vivas                  | 1.ª en adelante         |
| Gimnasia y Esgrima (LP) | Pedro Troglio                 | 1.ª a 7.ª               |
| Gimnasia y Esgrima (LP) | Andrés Yllana (interino)      | 8.ª                     |
| Gimnasia y Esgrima (LP) | Gustavo Alfaro                | 9.ª a 16.ª              |
| Godoy Cruz | Sebastián Méndez              | 1.ª en adelante         |
| Huracán | Eduardo Domínguez             | 1.ª a 16.ª              |
| Independiente | Mauricio Pellegrino           | 1.ª a 14.ª              |
| Independiente | Fernando Berón (interino)     | 15.ª y 16.ª             |
| Lanús | Jorge Almirón                 | 1.ª en adelante         |
| Newell's Old Boys | Lucas Bernardi                | 1.ª y 2.ª               |
| Newell's Old Boys | Juan Pablo Vojvoda (interino) | 3.ª y 4.ª               |
| Newell's Old Boys | Diego Osella                  | 5.ª a 16.ª              |
| Olimpo | Diego Osella                  | 1.ª a 4.ª               |
| Olimpo | Cristian Díaz                 | 5.ª a 16.ª              |
| Patronato | Rubén Forestello              | 1.ª a 16.ª              |
| Quilmes | Alfredo Grelak                | 1.ª a 16.ª              |
| Racing Club | Facundo Sava                  | 1.ª a 16.ª              |
| River Plate | Marcelo Gallardo              | 1.ª a 16.ª              |
| Rosario Central | Eduardo Coudet                | 1.ª a 16.ª              |
| San Lorenzo | Pablo Guede                   | 1.ª en adelante         |
| San Martín (SJ) | Pablo Lavallén                | 1.ª a 16.ª              |
| Sarmiento | Sergio Lippi                  | 1.ª a 6.ª               |
| Sarmiento | Ricardo Caruso Lombardi       | 7.ª a 16.ª              |
| Temperley | Iván Delfino                  | 1.ª a 13.ª              |
| Temperley | Gustavo Álvarez (interino)    | 14.ª a 16.ª             |
| Tigre | Mauro Camoranesi              | 1.ª a 7.ª               |
| Tigre | Fabián Castro (interino)      | 8.ª                     |
| Tigre | Pedro Troglio                 | 9.ª a 16.ª              |
| Unión | Leonardo Madelón              | 1.ª a 16.ª              |
| Vélez Sarsfield | Christian Bassedas            | 1.ª a 16.ª              |
| 1. 2. 3. 4. 5. 6. 7. 8. 9. 10. 11. 12. 13. 14. 15. 16. 17. 18. 19. 20. 21. 22. 23. 24. 25. 26. 27. 28. 29. 30. 31. 32. 33. 34. 35. 36. |                               |                         |